# Ємилівська сільська рада (Голованівський район)
| Ємилівська сільська рада — колишній орган місцевого самоврядування у Голованівському районі Кіровоградської області з адміністративним центром у с. Ємилівка. Сільській раді були підпорядковані населені пункти: - с. Ємилівка - с-ще Ємилівка |

## Склад ради
Рада складалася з 16 депутатів та голови.

### Керівний склад ради
| ПІБ                           | Основні відомості                                                                  | Дата обрання | Дата звільнення |
| ----------------------------- | ---------------------------------------------------------------------------------- | ------------ | --------------- |
| Ковальчук Вікторія Григорівна | Сільський голова, 1976 року народження, освіта, член Соціалістичної партії України | 26.03.2006   | 09.04.2009      |
| Бучко Валерій Вікторович      | Сільський голова, 1965 року народження, освіта вища, член народної партії          | 31.10.2010   | 11.09.2013      |

Примітка: таблиця складена за даними джерела

## Населення
Згідно з переписом УРСР 1989 року чисельність наявного населення сільської ради становила 1800 осіб, з яких 768 чоловіків та 1032 жінки.
За переписом населення України 2001 року в сільській раді мешкали 1523 особи.

### Мова
Розподіл населення за рідною мовою за даними перепису 2001 року:
| Мова       | Відсоток |
| ---------- | -------- |
| українська | 96,52 %  |
| російська  | 2,83 %   |
| молдовська | 0,33 %   |
| білоруська | 0,07 %   |
| вірменська | 0,07 %   |
| німецька   | 0,07 %   |